# Saint-Adrien-d'Irlande
Saint-Adrien-d'Irlande es un municipio canadiense situado en la provincia de Quebec.

## Superficie
Saint-Adrien-d'Irlande tiene una superficie de 53,18 km².

## Demografía
En 2021, tenía 395 habitantes, una densidad poblacional de 7,4 hab./km², y 209 viviendas.